# Politique énergétique de l'Union européenne
La politique énergétique de l'Union européenne n'existe pas à proprement parler sous forme commune à l'échelle européenne. Cette lacune pose d'autant plus d'interrogations que le secteur énergétique a joué un rôle fondateur dans la construction européenne, à travers la Communauté européenne du charbon et de l'acier et la Communauté européenne de l'énergie atomique respectivement en 1951 et 1957.
Cependant, l'article 194 du traité sur le fonctionnement de l'Union européenne pose le fondement d'une politique européenne de l'énergie reposant sur le fonctionnement du marché de l'énergie, sur la sécurité de l'approvisionnement énergétique, sur l'efficacité énergétique, les économies d'énergie et les énergies nouvelles et renouvelables, et enfin sur l'interconnexion des réseaux. Dans le même temps il rappelle que les États membres sont libres dans la détermination de leur bouquet de formes et de vecteurs, de leurs sources d'approvisionnement ainsi que dans l'exploitation de leurs ressources.
D'autre part, la parution du Livre vert sur l'énergie, en mars 2006, apporte quelques éléments de réflexion. Enfin, cette question est intégrée dans la « stratégie européenne de sécurité » décidée, en décembre 2003, par le Conseil de l'Union européenne, dans le cadre de la PESC (politique étrangère et de sécurité commune). En 2008, un rapport à propos de celle-ci estimait que « la diminution de la production en Europe signifie qu'en 2030 jusqu'à 75 % du pétrole et du gaz devront être importés ».

## Actions par secteurs énergétiques

L'étiquette énergétique européenne d'une machine à laver. Des labels ou étiquettes similaires concernent les bâtiments et les véhicules.

### Électricité
La fonction de Commissaire européen à l'énergie de l'Union européenne existe depuis 1967, en application du Traité de fusion des exécutifs communautaires de 1965 qui réunit la Communauté européenne du charbon et de l'acier et Euratom avec la Commission européenne. Depuis 2014, le commissaire est l'Espagnol Miguel Arias Cañete.
Les législations de l'Union européenne stipulent que depuis juillet 2007 (au plus tard), tous les consommateurs sont libres de choisir leur fournisseur de gaz et d'électricité. L'Union différencie les entreprises d'infrastructure (réseaux de transport et distribution) de celles des fournisseurs, qui utilisent ces infrastructures pour livrer l'énergie à leurs clients. Dans chaque pays de l'Union, des régulateurs vérifient que les fournisseurs et transporteurs fournissent les services promis à leurs consommateurs et respectent les règles de la concurrence.
On peut aussi mentionner l'existence d'un réacteur à neutrons rapides, Superphénix, conçu en coopération entre l'Allemagne, l'Italie, et la France. Ce réacteur a fonctionné entre 1986 et 1998 par intermittence. La fermeture de l'installation a été décidée en 1998.
En France, l'une des missions de l'Agence de l'innovation industrielle est de chercher des partenaires européens pour le projet de réacteur de génération IV.
La catastrophe nucléaire de Fukushima a changé l'attitude de quelques pays envers l'énergie nucléaire. L'Allemagne a rompu la Laufzeitverlängerung (prolongation de la durée d'exploitation) que le Bundestag avait décidé en automne 2010 et a décrété une Atomausstieg (sortie du nucléaire) avant la fin de 2022.

### Biocarburants
La directive sur les biocarburants (2003/30/CE du 8 mai 2003) définissait comme « valeur de référence » 2 % de biocarburants, valeur portée à 5 % en 2010 par la directive 2009/28/CE du Parlement européen. La directive sur la qualité des carburants (98/70/CE du 13 octobre 1998) et la norme EN 590, limitent aussi la quantité de biocarburants autorisée.

### Énergie dans les bâtiments
En 2006, le secteur des bâtiments compte pour 40 % dans l'énergie consommée dans l'Union européenne. 20 % de cette énergie et jusqu'à 30 à 45 millions de tonnes de CO2 par an pourraient être économisés d'ici 2010 en changeant les standards des édifices nouveaux et améliorés.
Pour ces raisons existent les directives 89/106/CEE, 92/42/CEE, et 93/76/CEE et 2006/32/CEE.

### Énergie des appareils électriques
La directive 2003/66/CE de la Commission du 3 juillet 2003 modifie la directive 94/2/CE portant modalités d'application de la directive 92/75/CEE du Conseil en ce qui concerne l'indication de la consommation d'énergie des réfrigérateurs, des congélateurs et des appareils combinés électriques.

## Livre vert sur la stratégie énergétique européenne

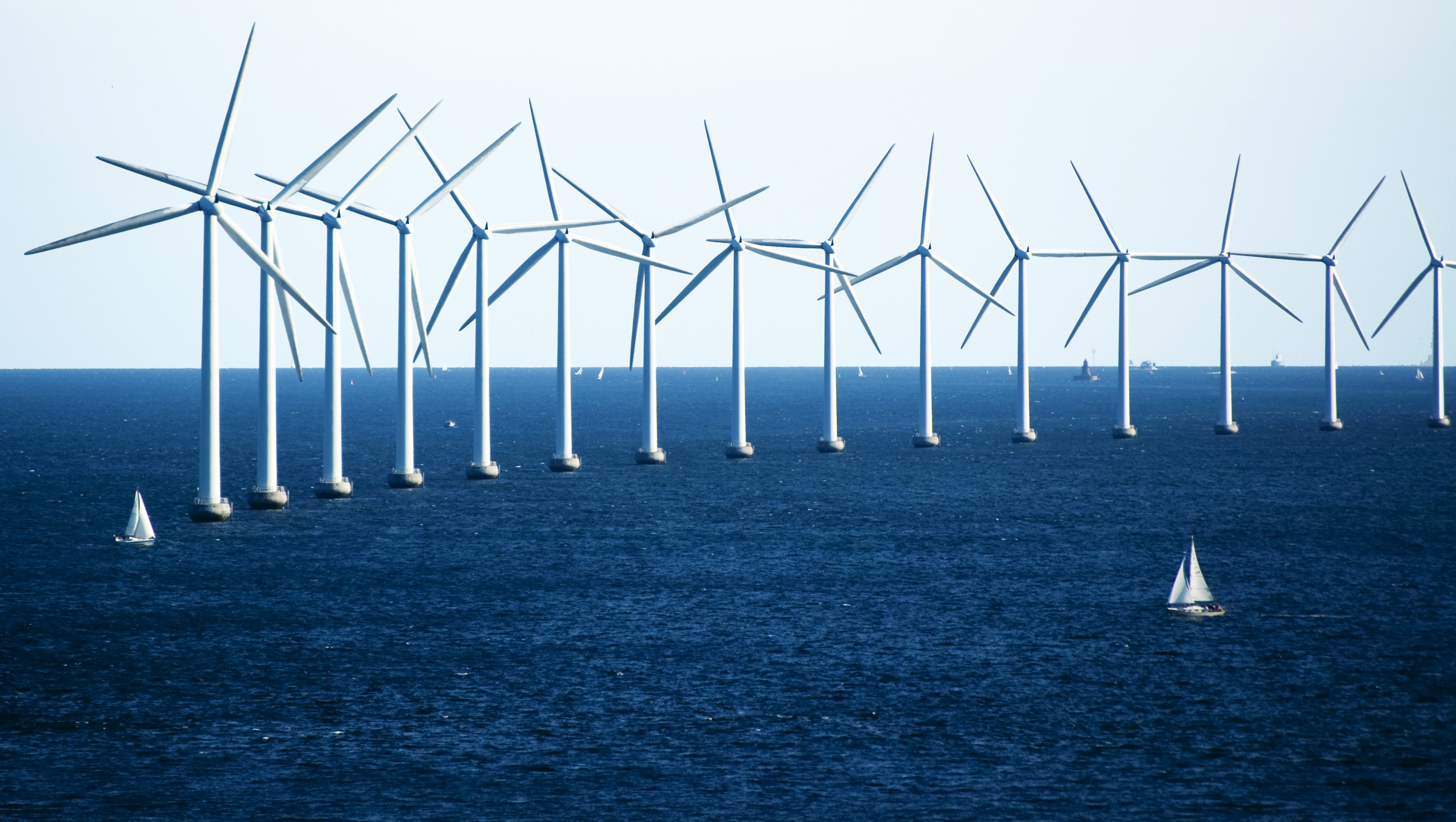
Éoliennes au Danemark.

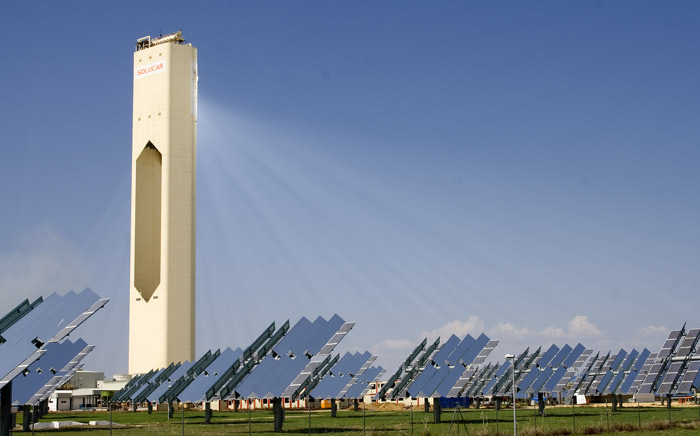
Centrale solaire thermodynamique à Séville, en Espagne.

### Enjeux
Le livre vert indique que des investissements en capacités de production d'énergie pour les vingt prochaines années sont de l'ordre de 1 000 milliards d'euros, en Europe, pour faire face au vieillissement des infrastructures.
La dépendance envers les importations d'énergie augmente. Les importations, dont certaines sont en provenance de régions menacées d'insécurité, pourraient passer de 50 % aujourd'hui à 70 % dans 20 ou 30 ans.
Les réserves d'énergie sont concentrées dans quelques pays. Pour le gaz par exemple, les pays fournisseurs sont la Russie, la Norvège, et l'Algérie.
La demande mondiale d'énergie augmente, surtout la demande des pays d'Asie en très forte croissance (Chine, Inde, etc.). Les prix du pétrole et du gaz sont en hausse, et devraient se maintenir à des niveaux élevés[réf. nécessaire].
Les réserves en uranium se situent autour d'une soixantaine d'années, compte tenu des consommations et des réserves connues actuelles[réf. nécessaire].
Le réchauffement climatique sera d'autant plus important si l'on ne développe pas des énergies alternatives aux énergies fossiles[précision nécessaire].

### Six domaines prioritaires
Le livre vert définit six domaines prioritaires :
- Réalisation des marchés intérieurs européens de l'électricité et du gaz ;
- Un marché intérieur de l'énergie qui garantisse la sécurité d'approvisionnement ; solidarité entre les États membres de l'Union européenne ;
- Sécurité et compétitivité de l'approvisionnement en énergie : pour un bouquet énergétique plus durable, efficace, et diversifié ;
- Approche intégrée pour lutter contre le changement climatique ;
- Encourager l'innovation : un plan européen pour les technologies énergétiques stratégiques ;
- Vers une politique extérieure cohérente en matière d'énergie.

## Libéralisation des marchés de l'énergie

### Réglementation
La directive 2003/54/CE du 26 juin 2003 définit les règles du marché intérieur de l'énergie.
À compter du 1er juillet 2007, les consommateurs seront libres de choisir leur fournisseur d'électricité ou de gaz. La France a transposé les dispositions de cette directive dans le cadre de la loi relative au secteur de l'énergie du 7 décembre 2006.

## Lutte contre le changement climatique

### Paquet climat-énergie

En 2020, la part des énergies renouvelables dans la production d'électricité de l'Union européenne dépasse pour la première fois celle des énergies fossiles.

Le paquet climat-énergie a fixé l'objectif « 20-20-20 » ou « 3x20 » visant d'ici à 2020 à :
- faire passer la part des énergies renouvelables dans le mix énergétique européen à 20 % ;
- réduire les émissions de CO2 des pays de l'Union de 20 % ;
- accroître l'efficacité énergétique de 20 %.

Le Conseil des ministres de l'Union européenne a adopté le 24 octobre 2014 un accord qui engage leurs pays à diminuer les émissions de gaz à effet de serre d'au moins 40 % en 2030 par rapport aux niveaux de 1990, porter la part des énergies renouvelables à 27 %, économiser 27 % des consommations d'énergie et tendre vers un taux d'interconnexion de 15 %.
L'Agence européenne pour l'environnement (AEE) a annoncé le 28 octobre 2014 que les émissions de gaz à effet de serre dans l’Union européenne (UE) ont diminué de près de 2 % entre 2012 et 2013, ce qui rapproche beaucoup l’UE de son objectif de réduction pour 2020. L’Union européenne est également en avance sur sa trajectoire prévue pour atteindre 20 % d’énergies renouvelables en 2020, et sa consommation énergétique diminue plus rapidement que strictement nécessaire pour atteindre l'objectif d'efficacité énergétique pour 2020. Les nouveaux objectifs fixés pour 2030 impliqueront cependant des efforts supplémentaires. Dans son rapport détaillé en anglais, l'AEE précise que les premières estimations de la baisse des émissions en 2013 est de 1,8 % et que le niveau des émissions européennes en 2013 est inférieur de 19 % au niveau de référence de 1990 ; l'objectif de baisse de 20 % d'ici 2020 sera donc très probablement dépassé ; l'AEE estime que le résultat 2020 devrait être au pire de -21 %, et même de -24 % si toutes les mesures additionnelles annoncées par les pays membres sont pleinement appliquées. La part des énergies renouvelables dans la consommation finale d'énergie atteignait 14,1 % en 2012, supérieure à l'objectif intermédiaire 2012 : 13 %. Mais, si neuf états membres sur en voie d'atteindre leurs trois objectifs 2020, d'autres sont en retard, en particulier l'Allemagne et la Belgique, dont les émissions de gaz à effet de serre et la progression de l'efficacité énergétique sont nettement en retard sur la trajectoire prévue. L'AEE reconnaît par ailleurs que la récession économique et la désindustrialisation ont joué un rôle important en faisant baisser l'activité, donc la demande d'énergie ; à l'inverse, la récession a gravement perturbé le fonctionnement du marché des quotas d'émissions et freiné les investissements dans les énergies renouvelables.
A l'occasion de la COP23, l'ONG Energy for Humanity publie un classement des pays européens selon leurs performances en matière de lutte contre le changement climatique : le Royaume-Uni est classé en tête pour avoir effectué la plus forte réduction d'émissions de gaz à effet de serre, de 643,9 Mt (millions de tonnes d'équivalent CO2) en 2010 à 536,9 Mt en 2015 ; la Suisse affiche le meilleur ratio européen d'émissions rapportées au produit intérieur brut ; l'étude conclut que « les bons élèves du climat carburent aux renouvelables, hydroélectricité comprise, et au nucléaire », distinguant en particulier la Norvège, la Suède et la France, dont les émissions ont baissé de plus de 10 % entre 2010 et 2015 après avoir déjà reculé de plus de 7 % entre 2005 et 2010. Par contre, l'Allemagne, qui émet 18,3 % du total des émissions de gaz à effet de serre des 33 pays européens (Turquie comprise), n'a abaissé ses émissions que de 4,09 % entre 2010 et 2015, contre -4,82 % entre 2005 et 2010 ; de plus, en exportant son électricité d'origine fossile, l'Allemagne augmente sensiblement l'intensité CO2 de la consommation électrique des pays voisins, en particulier l'Autriche, dont le ratio émissions/PIB est deux fois plus élevé que celui de la Suisse.

### « Paquet d'hiver » pour « une énergie propre pour tous les Européens »
La Commission européenne a présenté le 30 novembre 2016 un important paquet de mesures, le « Paquet d'hiver », visant à promouvoir « une énergie propre pour tous les Européens » ; ce paquet comporte une trentaine de textes déclinant les objectifs du paquet énergie-climat 2030 adoptés par le conseil européen d'octobre 2014 : donner la priorité à l'efficacité énergétique, parvenir au premier rang mondial dans le domaine des énergies renouvelables et offrir des conditions équitables aux consommateurs, :
- efficacité énergétique : la Commission propose d'améliorer la directive actuelle en fixant un objectif contraignant de 30 % au niveau de l'Union européenne (UE), alors que les chefs d'État et de gouvernement avaient proposé un objectif non contraignant de 27 % en octobre 2014. L'obligation d'économie d'énergie de 1,5 % par an pour les producteurs et distributeurs d'énergie est prolongée au-delà de 2020. Parmi les mesures préconisées, on note la révision de la directive sur l'efficacité des bâtiments (accélération de la rénovation thermique), l'installation de bornes de recharge pour les véhicules électriques, l'initiative « Financement intelligent pour bâtiments intelligents », le plan de travail sur l'écoconception ;
- énergies renouvelables, la Commission réitère l'objectif contraignant de 27 % de leur part dans la consommation d'énergie finale d'ici à 2030, à l'échelle de l'UE. Les propositions pour une nouvelle conception du marché de l'électricité maintiennent la priorité d'injection dans le réseau pour les installations d'énergies renouvelables existantes et les petits projets, mais réaffirment l'objectif qu'elles tirent davantage leurs revenus du marché ;
- consommateurs : la Commission souhaite lutter contre la précarité énergétique, en facilitant l'échange de meilleures pratiques, développer l'autoconsommation et accélérer le déploiement des compteurs intelligents.

### Objectif 2030 de réduction de 50% des émissions de gaz à effet de serre de l'Union
Le 14 novembre 2019, la Banque européenne d'investissement annonce la décision de son conseil d'administration d'exclure toutes les énergies fossiles, y compris le gaz naturel, de ses financements d'ici à 2021. Les actionnaires de la banque ont également fixé l'objectif de porter à 50 % d'ici 2025 la part des projets visant à lutter contre le dérèglement climatique, pour lesquels ils ont décidé de mobiliser d'ici à 2030 quelque 1.000 milliards d'euros d'investissement conformément aux engagements de la nouvelle présidente de la Commission européenne Ursula von der Leyen, afin de réduire de 50 % les émissions de gaz à effet de serre de l'Union avant fin 2030.

### Taxation de l'énergie contraire aux objectifs climatiques
Le 31 janvier 2022, la Cour des comptes européenne publie un rapport soulignant que la taxation actuelle de l'énergie dans l'Union est contre-productive au regard de ses objectifs environnementaux. Elle plaide pour une extinction rapide des subventions aux énergies fossiles, qui représentent plus de 55 milliards d'euros par an. Quinze États financent encore davantage les combustibles fossiles que les énergies renouvelables. Le charbon est moins taxé que le gaz naturel et certains combustibles fossiles sont bien moins imposés que l'électricité. La Commission européenne a présenté en juillet 2021 une proposition de révision de la directive sur la taxation de l'énergie, mais l'élimination progressive des subventions aux fossiles d'ici à 2025, un engagement pris par l'Union, présente des risques sur les plans économique et social, car le budget énergie (chauffage et transport) d'un ménage peut peser pour 20 % de son revenu disponible dans les populations les plus pauvres.

### Pacte vert pour l'Europe
En décembre 2019, la présidente de la Commission européenne, Ursula von der Leyen, présente un plan pour porter l'objectif de réduction des émissions de gaz à effet de serre de l'UE pour 2030 à au moins 50 % et vers 55 % par rapport aux niveaux de 1990. Le 15 janvier 2020, le Parlement européen vote à une large majorité une résolution en faveur de l'accord, mais formule des demandes d'ambition plus élevée.
Le 29 juin 2022, les ministres de l'Environnement des Vingt-Sept s'accordent sur cinq propositions législatives visant à réduire les émissions de gaz à effet de serre, fixant comme objectifs une réduction de 55 % des émissions de CO2 d'ici à 2030 et la neutralité carbone en 2050. Ils actent l'interdiction de la vente de voitures particulières et camionnettes neuves à moteur thermique à compter de 2035. Ils décident de créer un nouveau marché européen du carbone pour les fournisseurs de carburants et fioul domestique ainsi qu'un fonds de 59 millions d'euros pour protéger les citoyens à faible revenu de l'UE des coûts liés à cette mesure entre 2027 et 2032.
Le 4 juillet 2022, dix ministres européens de la Transition énergétique, de l'énergie, de l'environnement ou de l'économie (Bulgarie, Croatie, Finlande, France, Hongrie, Pologne, Tchéquie, Roumanie, Slovaquie, Slovénie) lancent un appel pour inclure le nucléaire dans les politiques européennes relevant du Pacte vert pour l'Europe et du plan REPowerEU. Pour eux, l'inclusion du nucléaire dans la taxonomie européenne est vitale pour combattre le changement climatique et accroître l'indépendance énergétique.
Le 14 septembre 2022, le Parlement européen vote la directive « RED III », décidant de porter à 45 % d'ici 2030, au lieu de 22 % alors, la part des énergies renouvelables dans la consommation électrique de l'Union européenne, soit cinq points de plus que l'objectif approuvé par le Conseil de l'Union européenne en juin 2022. Le texte supprime les subventions pour certains biocarburants dont la production s'accompagne de déforestations massives dans les pays producteurs de l'hémisphère sud (huile de palme et soja) et plafonne les aides à la filière bois-énergie à leur moyenne au cours des cinq années précédentes.
Le 4 octobre 2022, les ministres des Finances de l'UE se mettent d'accord sur le périmètre et les financements de l'instrument REPowerEU de décarbonation de l'économie, qui  doit permettre de mobiliser, en dons et en prêts, plusieurs centaines de milliards d'euros pour la diversification des approvisionnements énergétiques, les économies d'énergie, la montée en puissance des renouvelables et de l'hydrogène.
Le 16 mai 2023, l'Alliance européenne du nucléaire se réunit à Paris. Cette initiative, qui regroupe des ministres et représentants d'États-membres, est passée de 11 États-membres en février à 15 pour cette troisième réunion. Seize pays sont représentés, dont quinze membres de l'UE et le Royaume-Uni, à titre d'observateur. L'Italie a un rôle d'observateur et la Suède, jusque-là présente dans ce rôle d'observateur, a demandé à participer à cette réunion en tant que membre, comme la France, la Belgique, les Pays-Bas, la Finlande et plusieurs pays de l'Est (Hongrie, Pologne, Roumanie, Slovaquie…).

## Sécurité et diversification des approvisionnements en pétrole et en gaz
En Europe, la défense et la représentation de l’industrie gazière est assurée par l’association Eurogas, présidée par Philippe Sauquet, directeur général gaz, énergies renouvelables et électricité de Total.

### Dépendance du gaz russe

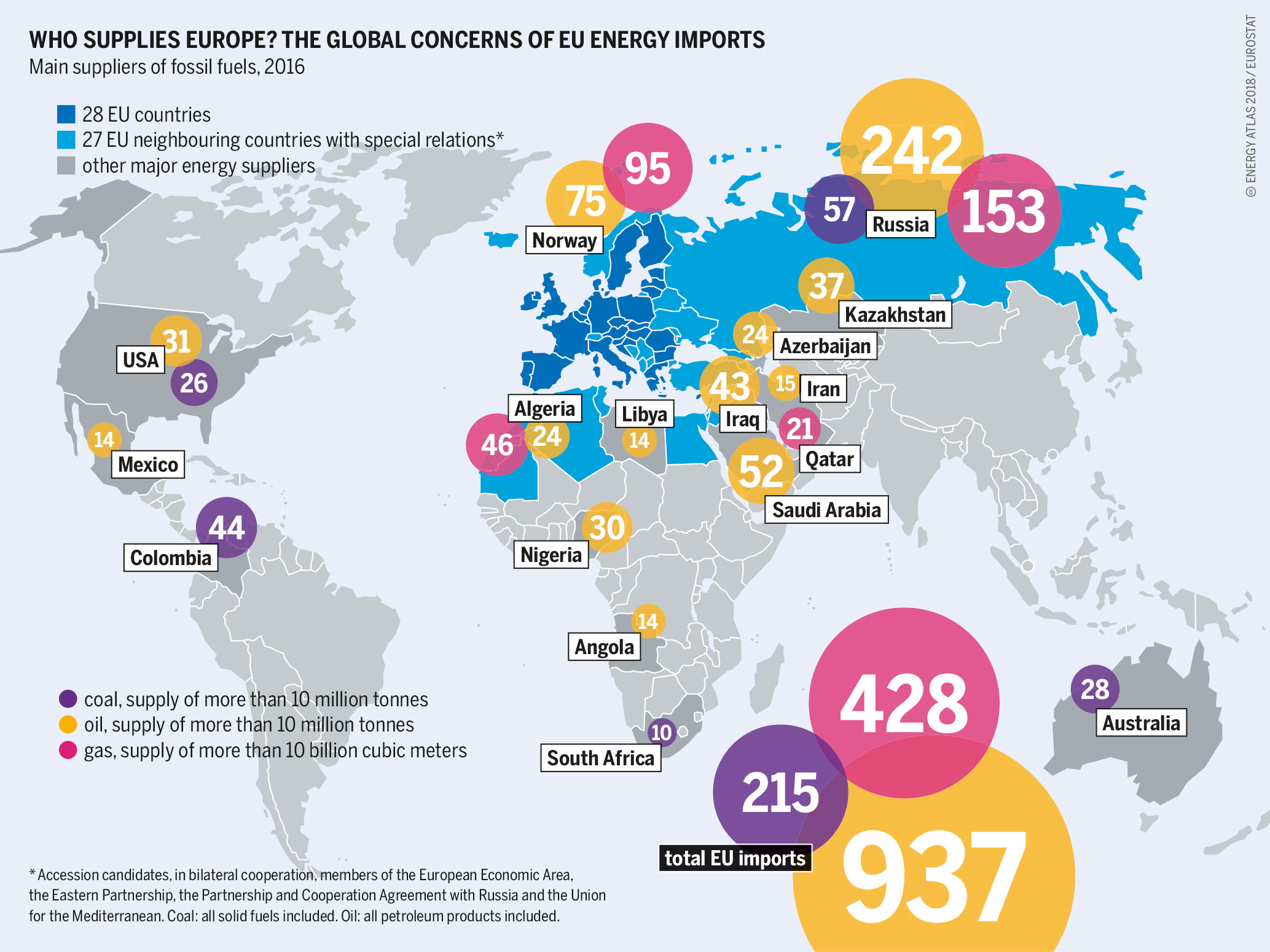
Importations européennes d'énergie en 2016.

La dépendance énergétique européenne par rapport à la Russie est considérable : en 2008, les pays baltes, la Slovaquie et la Finlande dépendent d'elle à 100 % pour leur approvisionnement en gaz, la Grèce à 86,8 %, la Tchéquie à 80,8 %, l'Autriche à 73,4 %, l'Allemagne à 44,9 % , la France à 26,8 %. Moscou peut donc utiliser cette dépendance énergétique pour faire pression sur les pays concernés. Toutefois, après les conflits gaziers avec l'Ukraine, les Européens tentent de diversifier leur importation gazière et pétrolifère. La Russie, quant à elle, refuse de signer la Charte énergétique européenne qu'elle juge discriminatoire à son égard. Un projet de gazoduc via la mer Baltique a été lancé avec l'appui de Berlin, contournant la Pologne et l'Ukraine. La remise en service des gazoducs qui débouchaient dans la mer Adriatique via la Croatie et le Monténégro ou encore ceux qui conduisaient en mer Blanche et sur golfe de Finlande s'ajoutent également à la liste grandissante des gazoducs à destination de l'Europe[pas clair].
Depuis l'invasion de l'Ukraine par la Russie, l'Europe est parvenue à réduire sa dépendance au gaz naturel russe, puisque la part des importations de gaz naturel de l’Union européenne provenant de Russie a été réduite de 45 % en 2021 à 18 % en juin 2024, selon un rapport sur l'état de l'union de l'énergie,.

## Sources

#### Directives
- Directive  2003/54/CE du Parlement européen et du Conseil concernant des règles communes pour le marché intérieur de l'électricité et abrogeant la directive 96/92/CE - Déclarations concernant les opérations de déclassement et de gestion des déchets, 32003L0054, adoptée le 26 juin 2003, JO du 15 juillet 2003, p. 37-56, entrée en vigueur le 4 août 2003, abrogée le 2 mars 2011 par 32009L0072 [consulter en ligne, notice bibliographique]
- Directive  2003/66/CE de la Commission modifiant la directive 94/2/CE portant modalités d'application de la directive 92/75/CEE du Conseil en ce qui concerne l'indication de la consommation d'énergie des réfrigérateurs, des congélateurs et des appareils combinés électriques, 32003L0066, adoptée le 3 juillet 2003, JO du 9 juillet 2003, p. 10-14, entrée en vigueur le 29 juillet 2003  [consulter en ligne, notice bibliographique]

## Compléments